# فهرست استانداران کردستان
این فهرست اسامی استانداران استان کردستان، (از سال ۱۳۵۸ تاکنون) می‌باشد.

## فرمانداران کل
- حسین مرزبان: ۱ دی ۱۳۲۵[۲] تا ؟
- محمد دادور: ۲۸ مرداد ۱۳۲۹[۳] تا ؟

## استانداران
| حکومت پهلوی             |                |                |                     |
| محمدرضا قوام            | ۱ خرداد ۱۳۴۶   | ۴ دی ۱۳۴۷      |                     |
| مهدی رئوفی              | ۴ دی ۱۳۴۷      |                |                     |
| جمهوری اسلامی ایران     |                |                |                     |
| ابراهیم یونسی           | ۱ فروردین ۱۳۵۸ |                | دولت موقت           |
| محمدرشید شکیبا          | ۲۴ تیر ۱۳۵۸    |                | دولت موقت           |
| حسین شاه‌ویسی            | ۳ دی ۱۳۵۸      | اسفند ۱۳۵۸     | شورای انقلاب        |
| محمدعلی مهرآسا          | ۱ خرداد ۱۳۵۹   |                | ابوالحسن بنی‌صدر     |
| ناصر ارسطوی ایرانی      | ۳۰ دی ۱۳۵۹     |                | ابوالحسن بنی‌صدر     |
| علیرضا شیخ عطار         | ۳ شهریور ۱۳۶۰  |                | محمدعلی رجایی       |
| محمدحسن اصغرنیا         | ۲۲ آذر ۱۳۶۰    |                | سید علی خامنه‌ای     |
| علیرضا تابش             | ۱۰ آذر ۱۳۶۳    |                | سید علی خامنه‌ای     |
| عبدالحسین مقدم باقرزاده | ۱۱ اسفند ۱۳۶۷  |                | سید علی خامنه‌ای     |
| حمید حاجی عبدالوهاب     | ۱۳ آبان ۱۳۶۸   |                | اکبر هاشمی رفسنجانی |
| حسن زهره‌ای              | ۱۱ مهر ۱۳۷۲    |                | اکبر هاشمی رفسنجانی |
| محمدرضا رحیمی           | ۲۲ مهر ۱۳۷۲    |                | اکبر هاشمی رفسنجانی |
| عبدالله رمضان‌زاده       | ۴ مهر ۱۳۷۶     |                | سید محمد خاتمی      |
| اسدالله رازانی          | ۱۰ مهر ۱۳۸۰    |                | سید محمد خاتمی      |
| اسماعیل نجار            | ۱۵ دی ۱۳۸۴     | ۱۳۸۸           | محمود احمدی‌نژاد     |
| علیرضا شهبازی           | ۱۵ تیر ۱۳۸۹    | ۱۳۹۲           | محمود احمدی‌نژاد     |
| عبدالمحمد زاهدی         | ۱۰ آذر ۱۳۹۲    | ۲۲ شهریور ۱۳۹۶ | حسن روحانی          |
| بهمن مرادنیا            | ۱۹ مهر ۱۳۹۶    | ۲۶ آبان ۱۴۰۰   | حسن روحانی          |
| اسماعیل زارعی کوشا      | ۲۶ آبان ۱۴۰۰   | ۲۸ شهریور ۱۴۰۳ | سید ابراهیم رئیسی   |
| آرش زره‌تن لهونی         | ۲۸ شهریور ۱۴۰۳ | متصدی          | مسعود پزشکیان       |